# Henry Thomas Buckle
Henry Thomas Buckle (24. listopadu 1821, Lee, Kent – 29. května 1862, Damašek, Sýrie) byl anglický historik a sociolog a také silný šachový hráč.

## Buckle jako historik a sociolog
Henry Thomas Buckle byl představitelem tzv. environmentálního (geografického) determinismu, podle kterého jsou zvláštnosti historického vývoje jednotlivých národů dané vlivem přírodních faktorů, jako je krajina, půda, podnebí, charakter stravy atp. Hlavním faktorem historického vývoje je podle Buckleho myšlenkový pokrok a shromažďování praktických znalostí (mravní pokrok podle něho neexistuje).
Vrcholným Buckleovým dílem měly být čtrnáctisvazkové Dějiny vzdělanosti v Anglii (History of Civilisation in England), ze kterých však po rozsáhlých studiích dokončil v letech 1857-1861 pouze obsáhlý úvod, neboť se na svých cestách po svatých místech nakazil roku 1862 v Damašku tyfem, na který v jedenačtyřiceti letech zemřel.

## Česká vydání
- Dějiny vzdělanosti v Anglii, František Borový, Praha 1886, přeložil Jan Váňa,
- Dějiny vzdělanosti v Anglii, Rozhledy, Praha 1896-1897, přeložil Josef Pecl, díl druhý a třetí,
- Nástin dějin vzdělanosti ve Francii a Španělsku, Edvard Grégr, Praha 1900, přeložil Jan Váňa.

## Buckle jako šachový hráč

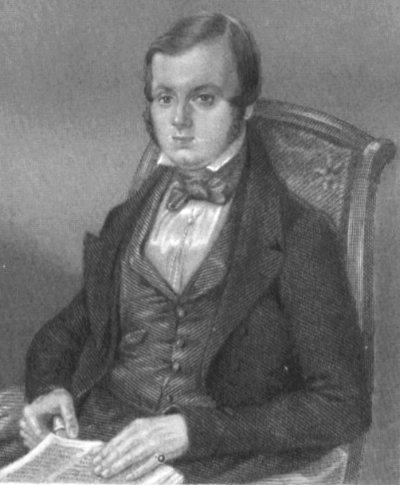
Henry Thomas Buckle

Buckle byl poměrně silný amatérský hráč šachu. Porazil například roku 1847 Henryho Edwarda Birda 9:7(=0), roku 1848 Lionela Kieseritzkyho 3:2 (=3) a roku 1851 Johanna Jacoba Löwenthala 4:3 (=1).
Roku 1849 Buckle vyhrál v londýnské šachové kavárně Divan uzavřený turnaj dvanácti členů jejího šachového klubu. Probojoval se do trojčlenného finále a zde porazil Johna. R. Medleyho1 1:0 a Georga Webba Medleyho rovněž 1:0. Tento turnaj je považován za první moderní šachový turnaj a byl také první na světě, při kterém se pořizoval dokumentární zápis partií.
Po roce 1851 se Buckle přestal šachu věnovat a zcela se soustředil na přípravu svého historického díla Dějiny vzdělanosti v Anglii